# Jozua François Naudé
Jozua François Naudé (ur. 15 kwietnia 1889 w Middelburg, zm. 31 maja 1969 w Kapsztadzie) – południowoafrykański polityk Partii Narodowej, pełniący liczne funkcje w rządzie i innych organach władzy państwowej, jako prezydent Senatu pełnił tymczasowo obowiązki prezydenta RPA w latach 1967–1968.